# マイクル・シェイ

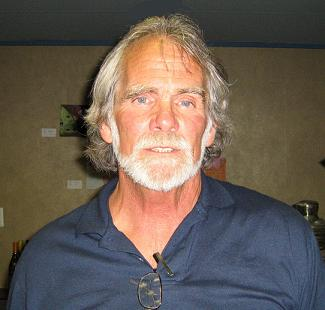

マイクル・シェイ（Michael Shea、1946年7月3日 - 2014年2月16日）は、アメリカ合衆国のファンタジー作家。
1983年に『魔界の盗賊』（Nifft the Lean）、2005年に The Growlimb で世界幻想文学大賞を受賞した。
彼の「ニフト」ものはジャック・ヴァンスの作品に倣った「剣と魔法」譚であり、初期作『異時間の色彩』はH・P・ラヴクラフトの「異次元の色彩」へのオマージュである。

## 著作リスト
- Nifft the Lean (1982)『魔界の盗賊』（宇佐川晶子訳.ハヤカワ文庫、1982年）：盗賊・痩せのニフトを主役とした中短編集
  - 「では、くるがよい、人間ども - 彼女の魂を捜すとしよう」　Come Then, Mortal, We Will Seek Her Soul
  - 「吸血鬼女王の真珠」　The Pearls of the Vampire Queen
  - 「魔海の人釣り」　The Fishing of the Demon Sea
  - 「ガラスの中の女神」　The Goddess in Glass
- The Color Out of Time (1984) 『異時間の色彩』（荒俣宏,栗原知代訳.ハヤカワ文庫、1984年）